# لیختارد
لیختارد (به هلندی: Lichtaard) یک منطقهٔ مسکونی در هلند است که در فروردرادیل واقع شده‌است. لیختارد ۷۶ نفر جمعیت دارد.